# Nittel Nacht
Nittel Nacht (ניטל נאַכט) o Nittel es un nombre dado a la Nochebuena por eruditos judíos del siglo XVII, observada ya desde fines del siglo XVI por el Rabino Samuel Eidels.

## Etimología
La palabra en ídish "Nittel" para designar a la Navidad probablemente derive de su nombre en Latín medieval, natalis, aunque también suele asociarse con la palabra hebrea nitleh ("ahorcado"), usada durante la Edad Media para referirse a Jesús de Nazaret.

## Costumbres
La costumbre más destacada usualmente observada en Nittel Nacht es la abstinencia del estudio de la Torá, aunque históricamente algunos judíos leían la Toledot Yeshu en su lugar. Quedarse despierto hasta tarde para jugar a los naipes o al ajedrez también era común. Algunos místicos judíos creían que los apóstatas eran concebidos en ese día y en consecuencia prohibían a los matrimonios mantener relaciones sexuales en Nittel Nacht.

## Origen
Las primeras referencias explícitas a la práctica de evitar el estudio de la Torá aparecen en el Mekor Chaim del Rabino Yair Bacharach, escrito entre 1660 y 1692, donde enseña que “existe la costumbre de  abstenerse del estudio en la noche de la festividad de ese hombre (Jesús)." La primera alusión a la tradición de permanecer jugando hasta tarde aparece en una ordenanza comunal judía de 1708 y es también mencionada posteriormente en la obra de Moses Sofer. Otra referencia temprana a la costumbre de abstenerse de la lectura de la Torá está en un escrito del siglo XVII del Rabino Yair Bacharach. En la Cristiandad medieval, se solía prohibir a los judíos aparecer en público durante la temporada navideña, y la Nochebuena frecuentemente marcaba el inicio de ataques contra la población judía. Muchos judíos observaban la Nittel Nacht como una forma de evitar salir de sus hogares, pero impidiendo aparentar el estar celebrando una festividad cristiana. Muchos también procuraban evitar experimentar placeres o alegrías en Navidad, para asegurarse no participar de la celebración del día.
Algunos apóstatas medievales del judaísmo, tales como Johann Pfefferkorn, Julius Conrad Otto, Johann Adrian y Samuel Friedrich Brenz, escribieron que la creencia más extendida entre los judíos de la época era que, en la Navidad, Jesús estaría obligado a vagabundear por las letrinas del mundo entero como castigo por propagar doctrinas falsas. También plantearon que los judíos no deseaban que Jesús los escuchara leyendo la Torá, pues eso aliviaría el sufrimiento de su castigo. Los apóstatas también escribieron sobre la costumbre de comer ajo en Nochebuena para protegerse del demonio, y de la reticencia de los niños a usar los baños por miedo a encontrarse con el castigado.
La observancia de la Nittel Nacht se popularizó con el Baal Shem Tov en el siglo XVIII. Luego de la implantación del Calendario Gregoriano, los cristianos ortodoxos y los católicos comenzaron a observar la Nochebuena en dos días separados; lo que derivó en un debate rabínico que concluyó que la Nittel Nacht habría de practicarse en concordancia con la comunidad cristiana local.
En la actualidad, con la distensión de las relaciones entre el judaísmo y el cristianismo, la Nittel Nacht es menos observada, aunque algunas comunidades de judíos jasídicos todavía mantienen la tradición. De estas, muchas la observan según el calendario juliano en lugar del gregoriano, mientras que otras lo hacen en ambas noches.